# 네우켄풀밭쥐
네우켄풀밭쥐(Akodon neocenus)는 비단털쥐과에 속하는 남아메리카 설치류이다. 아르헨티나에서만 발견된다. 변덕풀밭쥐(A. varius)의 아종(A. v. neocenus)으로 간주하기도 한다. 모식산지는 아르헨티나 네우켄주이다. 국제 자연 보전 연맹은 코르도바풀밭쥐의 이명으로 간주한다.